# Kabinett Ba II

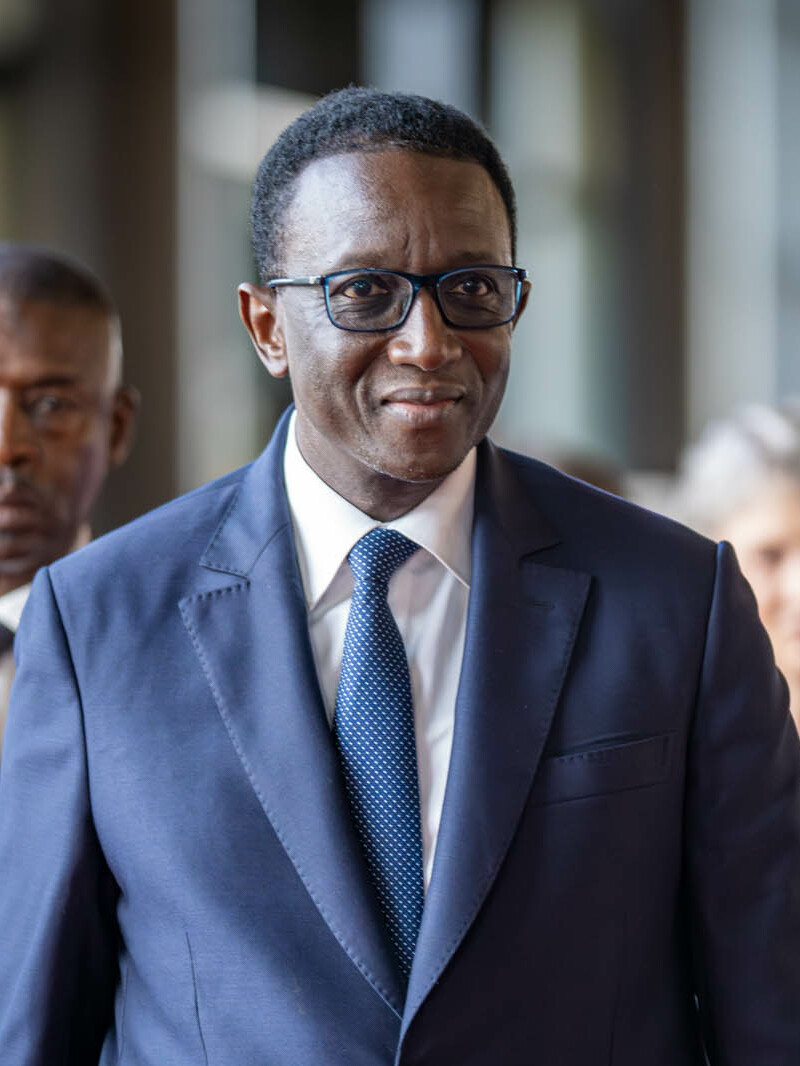
Premierminister Mamadou Ba

Das Kabinett Ba II wurde am 11. Oktober 2023 als Regierung Senegals gebildet. Es löste das Kabinett Ba I ab, das vom 17. September 2022 bis 6. Oktober 2023 amtierte. Als Premierminister blieb Amadou Ba im Amt. Der Präsident der Republik Macky Sall feilte mehrere Tage an der neuen Kabinettsliste, um ein Gleichgewicht in der Regierungskoalition zu halten und Unzufriedene oder Dissidenten bei den Präsidentschaftswahlen von 2024 zu vermeiden. Am Abend des 11. Oktober 2023 wurde endlich das von Amadou Ba unterzeichnete Dekret des Präsidenten über die Ernennung der Minister und zur Festlegung der Zusammensetzung der Regierung vom Staatsminister und Generalsekretär im Präsidialamt der Republik öffentlich verlesen.
Das Kabinett Ba II bestand aus 39 Ministern gegenüber bisher 38. Dem Kabinett gehörten sieben Frauen an. Aïssata Tall Sall verließ das Außenministerium und wurde Justizministerin. Sechs Minister waren parteiunabhängig, darunter der Innenminister und der Außenminister. Die Regierungsumbildung wurde vornehmlich als ein Stühlerücken unter den bisherigen Ministern analysiert und als Stärkung der Position von Amadou Ba im Rennen um die Präsidentschaftskandidatur 2024.
Am 6. März 2024 wurde die Regierung aufgelöst. In einer Erklärung des Ministerrats hieß es, Amadou Ba sollte von seinen Ämtern freigestellt sein, um sich voll und ganz um seine Kandidatur für die Präsidentschaftswahl zu kümmern, die zugleich auf den 24. März 2024 festgelegt wurde. Der ehemalige Innenminister Sidiki Kaba wurde mit der Bildung einer neuen Regierung beauftragt.